# ビート (アルバム)
『ビート』（Beat）は、1982年に発表されたキング・クリムゾンのアルバム。

## 解説
本作は、アルバム毎にメンバー・チェンジを繰り返したクリムゾンが、前作と同じメンバーでレコーディングを行なった最初のアルバムとなった。
ビート・ジェネレーションの作家であるジャック・ケルアックの小説『路上』に触発され制作された。

## 収録曲
全曲メンバー4人の共作。

### サイドA
1. ニール・アンド・ジャック・アンド・ミー - "Neal And Jack And Me" - 4:22
2. ハートビート - "Heartbeat" - 3:54
3. サートリ・イン・タンジール - "Sartori In Tangier" - 3:34
4. ウェイティング・マン - "Waiting Man" - 4:27

### サイドB
1. ニューロティカ - "Neurotica" - 4:48
2. 2つの手 - "Two Hands" - 3:23
3. ザ・ハウラー - "The Howler" - 4:13
4. レクイエム - "Requiem" - 6:48

## メンバー
- ロバート・フリップ - ギター、オルガン、フリッパートロニクス
- エイドリアン・ブリュー - リード・ボーカル、ギター
- トニー・レヴィン - ベース、チャップマン・スティック、ボーカル
- ビル・ブルーフォード - ドラム